# Catocala strandi
Catocala strandi är en fjärilsart som beskrevs av Wnukowsky 1935. Catocala strandi ingår i släktet Catocala och familjen nattflyn. Inga underarter finns listade i Catalogue of Life.